# Escuela de Frankenthal

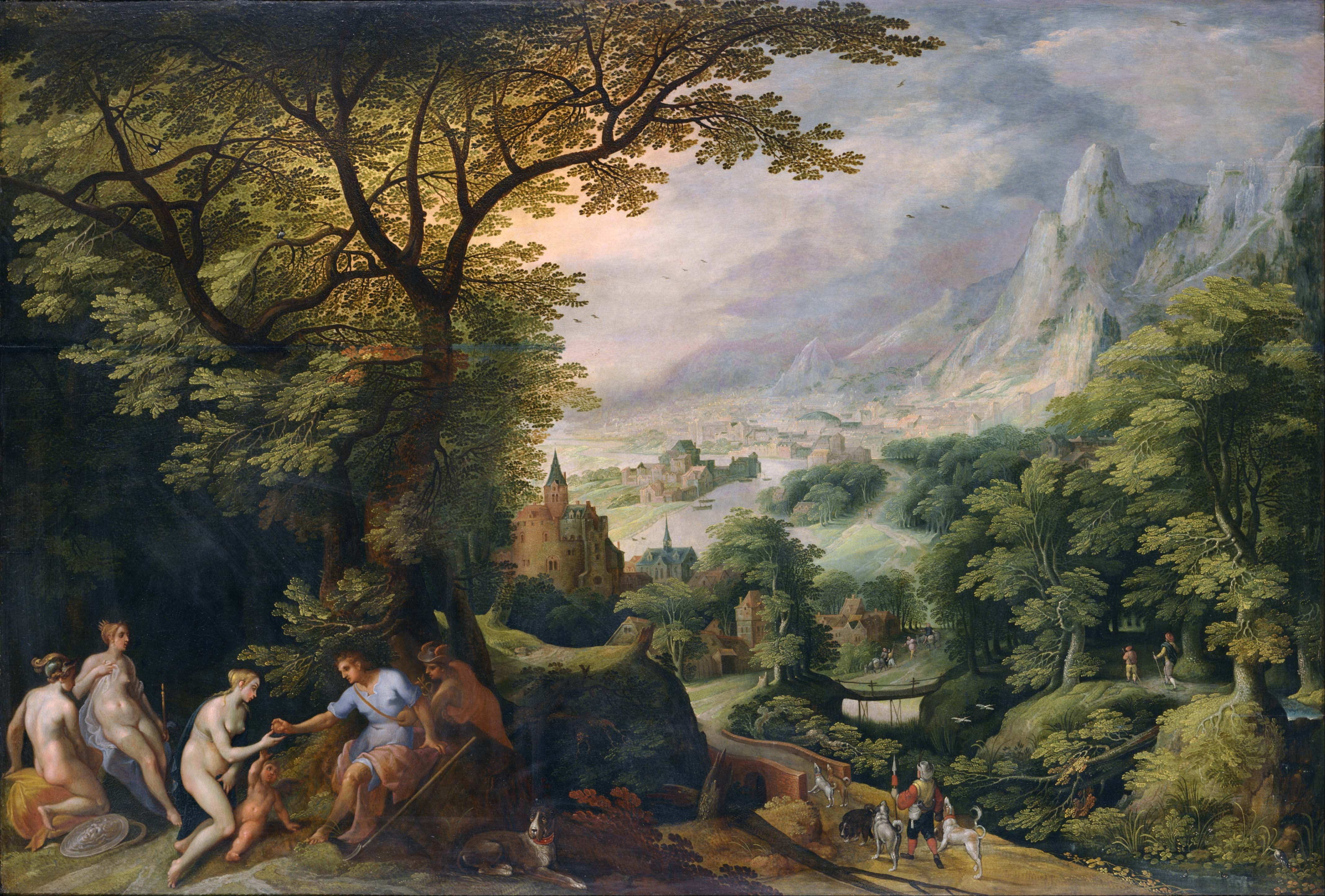
Juicio de Paris, de Gillis van Coninxloo.

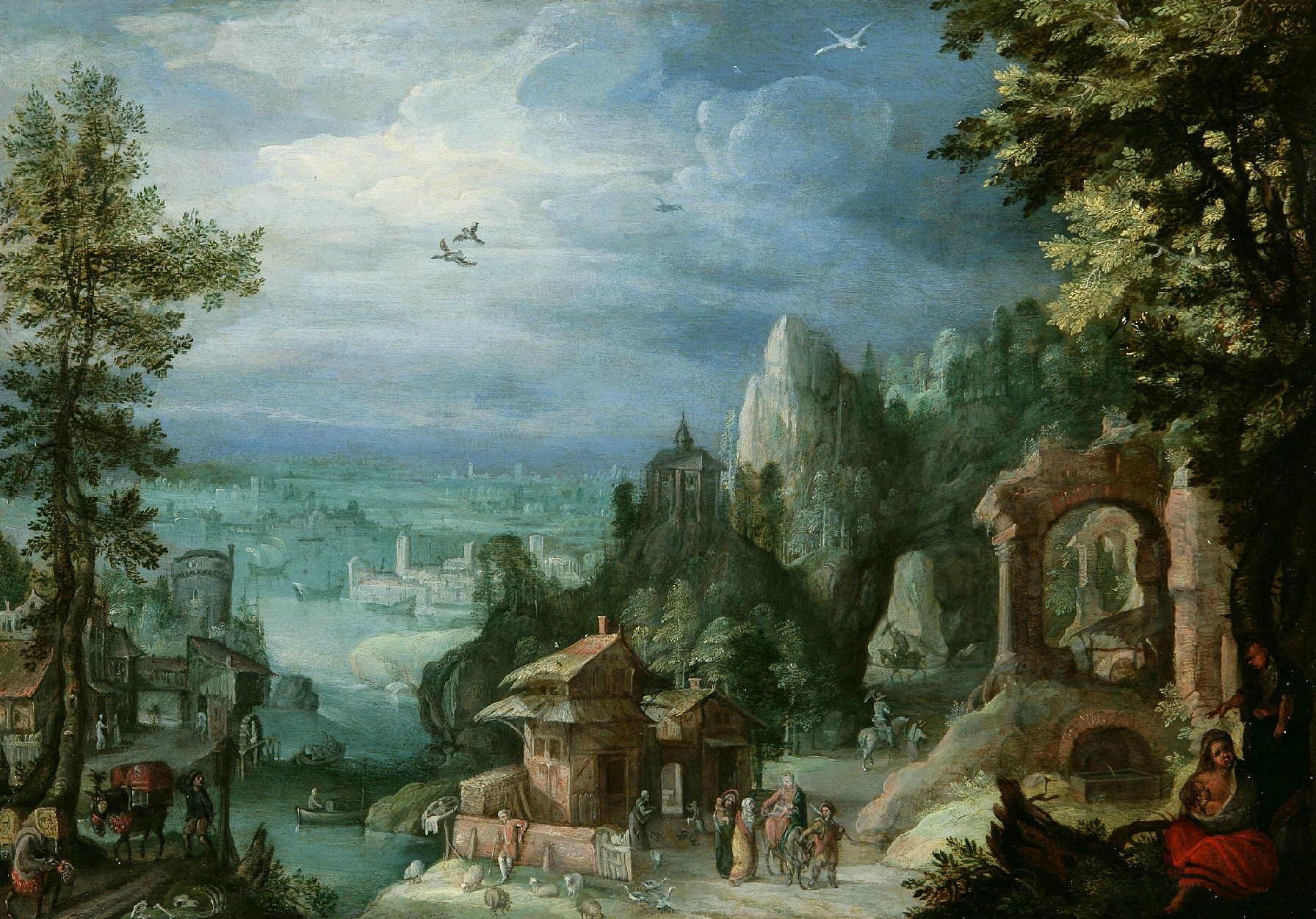
Descanso en la huida a Egipto, de Anton Mirou.

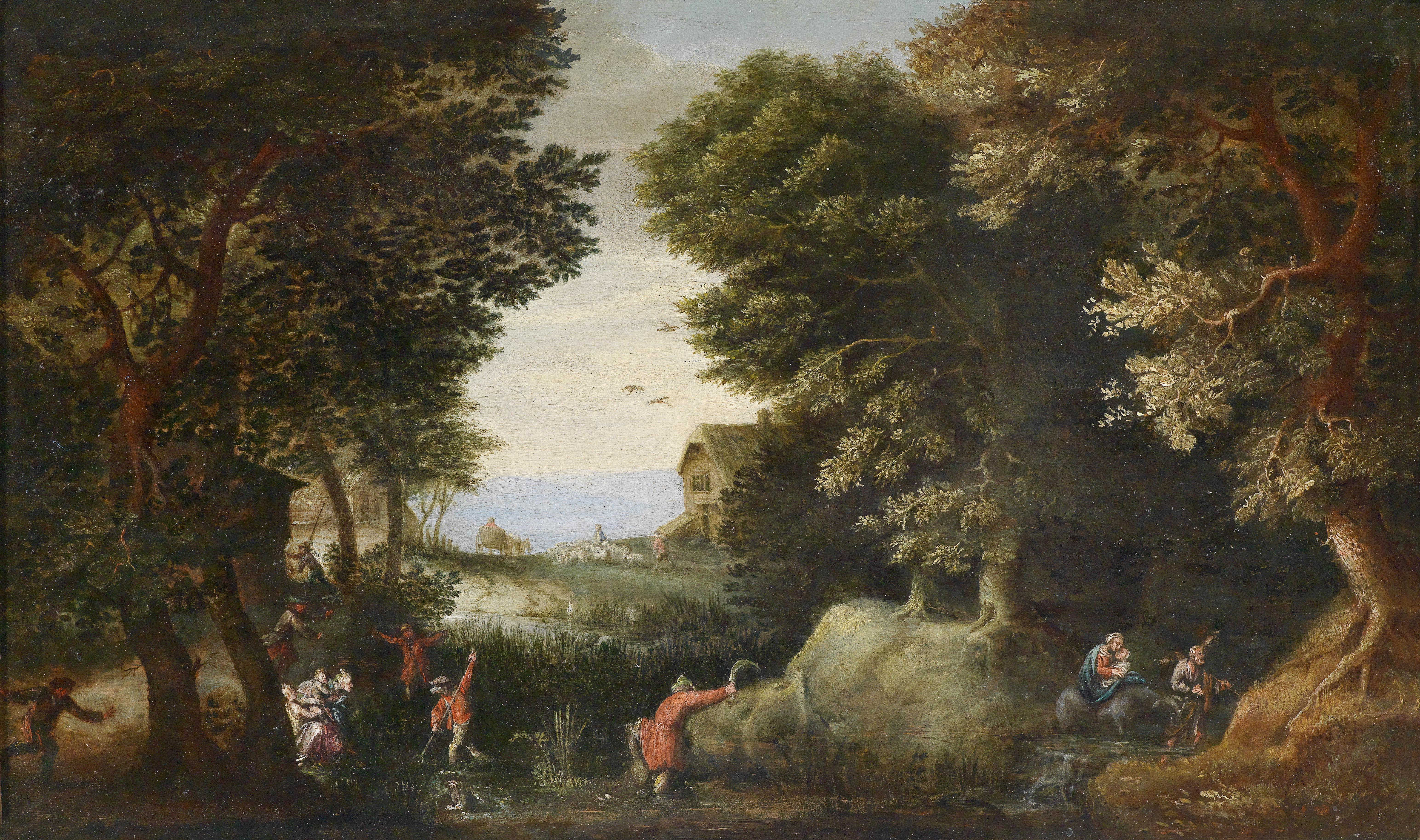
Latona, de Pieter Schoubroeck, ca. 1607.

Escuela de Frankenthal (Frankenthaler Malergruppe en idioma alemán) es la denominación que la historiografía del arte da a una escuela pictórica fundada en las décadas finales del siglo XVI, cuando un grupo de pintores de religión protestante huyó de los Países Bajos españoles, por entonces en plena Guerra de los Ochenta Años. La formación del grupo se produjo en el contexto del Saco de Amberes de 1576 y del sitio de Amberes (1584-1585), que terminaron con la pujanza del hasta entonces centro artístico del norte de Europa. En 1562 cincuenta y ocho familias calvinistas flamencas se establecieron en Frankenthal (localidad cercana a Spira, en la región denominada Baviera renana o Palatinado Renano), donde gozaban del apoyo del príncipe Federico III del Palatinado, que firmó con ellos una Capitulación.
Entre los miembros de la escuela destaca Gillis van Coninxloo, un maestro del paisaje manierista que abandonó Amberes, su ciudad natal, en 1585 y se estableció en Frankenthal en 1587. Los artistas influenciados por Coninxloo pintan lugares de sensibilidad trágica y pre-romántica (bosques sombríos, árboles con troncos nudosos, arquitecturas fantásticas y ciudades incendiadas) con composiciones de ritmo violento y contrastes luminosos. Artistas nacidos en Frankenthal o que trabajaron allí fueron, entre otros, Joos Van Liere, Jan de Witte, Antoine Mirou, Pieter Schoubroek, Hendrick Van der Borcht el Viejo, Jakob Marrel y Jan Vaillant.
La escuela influyó en pintores como Kerstiaen de Keuninck, Peter Stevens II, David Vinckboons o Mattheus Molanus, y en escuelas enteras, como los manieristas de Haarlem (Karel Van Mander) y los centros artísticos de Núremberg, Augsburgo y sobre todo, debido a su cercanía, Frankfurt, donde trabajaban Frederik van Valckenborch y Hendrick Van der Borcht el Joven. 
Se ha relacionado la estética pre-romántica de Frankenthal con obras posteriores, como La batalla de los israelitas contra los amalecitas, de Herzog Anton Ulrich (1641, Museo de Brunswick -firmada H. V. Jos-) o las obras de juventud de Adam Elsheimer. Tanto Coinxloo como la escuela entera representa uno de los precedentes de los maestros del paisaje barroco holandés.
Frankenthal, por su privilegiada situación entre Italia y Flandes, jugó un gran papel en la difusión del estilo italo-flamenco creado en Venecia y que se propagó rápidamente al norte de los Alpes.

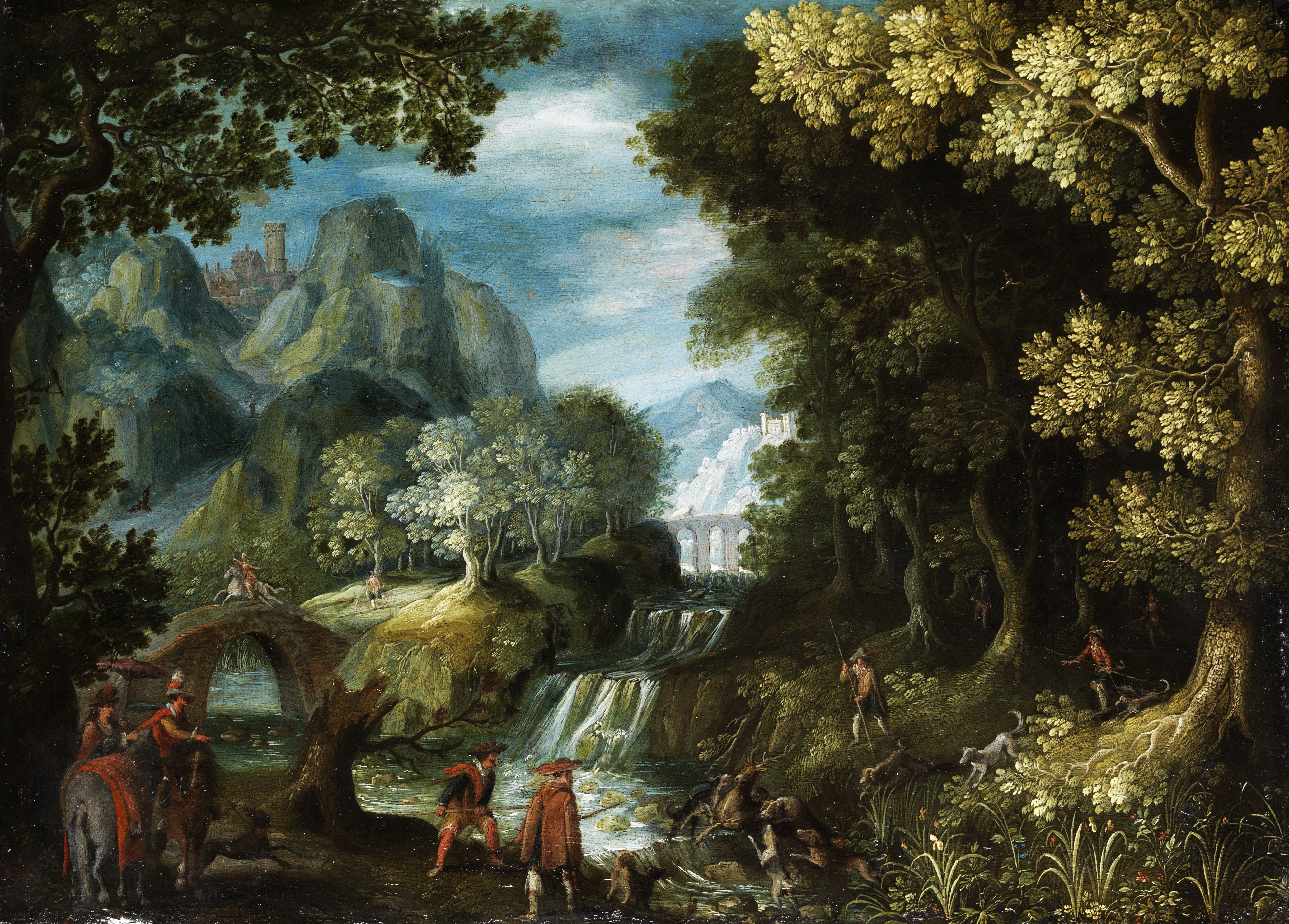
Cacería, autor desconocido.